# Sjors en Sjimmie
Sjors en Sjimmie is een langlopende stripreeks, uitgegeven in Nederland. In de strip staan twee jongens centraal: Sjors en Sjimmie, onafscheidelijke vrienden en kwajongens die spannende avonturen meemaken. Er zijn zowel eenpaginastrips als langere vervolgverhalen waarin ze een echt avontuur beleven verschenen.

## Personages
- Sjors – een blonde jongen (in het tijdperk van Frans Piët in de strip zelf vervangen door een roodharige jongen met sproeten en een muts). In het Van der Kroft-tijdperk is Sjors nogal opvliegend. Sjors wil een stoere player zijn maar dat lukt hem vaak niet.
- De ouders van Sjors – In de verhalen van Frans Piët had de Sjors met de sproeten, het rode haar en de bolletjesmuts (zie ook bij Sjors) een eigen vader en een moeder. Deze personages treden onder meer op in de Piët-verhalen De Bromstar en De gasbel.
- Sjimmie – een jongen van Afrikaanse afkomst. Door Piët werd hij op een clichématige manier afgebeeld en praatte hij krom Nederlands. Ook is Sjimmie in de verhalen van Piët nogal onnozel, terwijl Sjors hier doorgaans de verstandige is. Later ziet Sjimmie eruit als een modernere jongen. Sjimmie is nu vaak rustiger dan Sjors, die in de latere verhalen rebelser wordt. Ook is Sjimmie hier een stuk beter in het inpalmen van vrouwen.
- De ouders van Sjimmie – Ze wonen in Afrika. Bij toeval komen Sjors en Sjimmie er op bezoek als ze door Afrika reizen. Ze wonen in een westers huis en spreken perfect Nederlands, in tegenstelling tot de Afrikanen die de jongens eerder hadden ontmoet; die spraken Afrikaans en woonden in rieten hutjes. (Afrikaans is volgens Piët een taal die voor Sjors onverstaanbaar is.)
- Kolonel – Snordragende knorrige veteraan. Hij houdt van vogelgeluiden, en is lui en gierig. Hij is lid van de oud-strijders waarbij hij steeds tevergeefs een goed imago wil behouden. De kolonel werd door Jan Kruis geïntroduceerd in de strip. Door diverse tekenaars werd hij voorgesteld als de vader van Sally.
- Dokter Sikkeman – De vader van Sally volgens Frans Piët
- Knebbeltje – Het zoontje van Dokter Sikkeman volgens Frans Piët
- Liselotje – De dochter van de kermiseigenaar in De pintoplaneet
- Sally – De dochter van de kolonel. Modebewuste vrouw die afspraakjes maakt met Alfons (door Frans Piët blond getekend, door de latere tekenaars met zwart haar). Sally doet het huishouden, maar is verder nogal een nietsnut. De jongens en Sally zijn stapeldol op elkaar.
- Alfons – Vrouwengek en verloofde van Sally, die elke keer weer met bossen met rozen aankomt voor Sally. Hun relatie is allesbehalve romantisch.
- Dikkie – Vriendje en klasgenoot van Sjors en Sjimmie met wie ze samen kwajongensstreken uithalen. In het Van der Kroft-tijdperk ontwikkelt boerenzoon Dikkie zich als een doortrapt en gewetenloos persoon die alles doet om iemand geld af te troggelen. Ook Sjors & Sjimmie worden vaak het slachtoffer van zijn oplichterspraktijken. Desondanks blijven ze vrienden.
- Meester Bobbelnek – In het Van der Kroft-tijdperk de docent die Sjors en Sjimmie les geeft. Meester Bobbelnek is nooit te spreken over de schoolresultaten van het duo.
- De wijkagent – In het Van der Kroft-tijdperk is de wijkagent een vast terugkerend personage. Vrijwel alle personages hebben het regelmatig met hem aan de stok. Behalve dat hij erg eerlijk is, is zijn personage nooit verder uitgewerkt.
- Trudy Wompel – Het lelijke eendje van de klas. Voorzien van alle clichés als een niet-modieuze bril, rood truttig haar en hazentanden. Ze vindt zowel Sjors als Sjimmie erg leuk. Het wil nog weleens gebeuren dat het tweetal door onoplettendheid aan haar vast zit voor een afspraakje.
- Anjelika en Frenk – Anjelika is een klasgenote die kickt op alles wat fout is. Daarom heeft ze een knipperlichtrelatie met de crimineel Frenk. Soms raken Sjors en Sjimmie in de problemen door de criminele activiteiten van het duo.
- Ome Arie – Een oud-zeeman met een zaakje op het strand. Daar koopt en verkoopt hij oude rommel en biedt hij diensten aan badgasten. Hij heeft een hart van goud en is altijd bereid de hoofdpersonen te helpen.
- Jan-Wouter – De baardige geitenwollensokkenfiguur die als jongerenwerker op Schiermeeuwenoog fungeert. Hij speelt voornamelijk in het album Bad Boys een belangrijke rol. Hij tracht Sjors en Sjimmie van hun graffiti- en vandalisme-activiteiten te weerhouden, maar aangezien hij zijn werk wil blijven uitoefenen biedt hij Sjors en Sjimmie in het geheim ook zijn hulp aan om toch vooral door te gaan met hun bezigheden.
- Slork – Een buitenaards wezen, geel van kleur en rond van uiterlijk, met ogen op steeltjes, dat enkel in de stripverhalen van Jan Steeman voorkomt. Over dit wezen is een lied gemaakt door de Schlagerzanger Dennie Christian.
- Birk – Geen vast persoon in de verhalen. Het is een naam die steeds terugkeert en vooral voor middenstanders gebruikt wordt.

## Geschiedenis

### Outcault-Branner (1902–1938)
De geschiedenis van de strip begint in 1902. In dat jaar verscheen er in een Amerikaanse krant een strip met het jongetje Buster Brown in de hoofdrol, getekend door Richard Felton Outcault. De strip werd een succes, en voortgezet tot 1921.
Perry Winkle (het woord 'periwinkle' kan maagdenpalm betekenen, maar ook alikruik) lijkt in vele opzichten op zijn voorganger Buster Brown. Hij heeft ook een pagekapsel en draagt een matrozenpakje. Hij figureert in de door Martin Branner getekende krantenstrip en heeft een zusje Winnie Winkle.
Vanaf 30 december 1927 verscheen Perry Winkle ook in Nederland, eerst op de achterkant van het weekblad De Humorist en vanaf 1930 in de kinderbijlage van het blad Panorama.

### Piët (1938–1969)

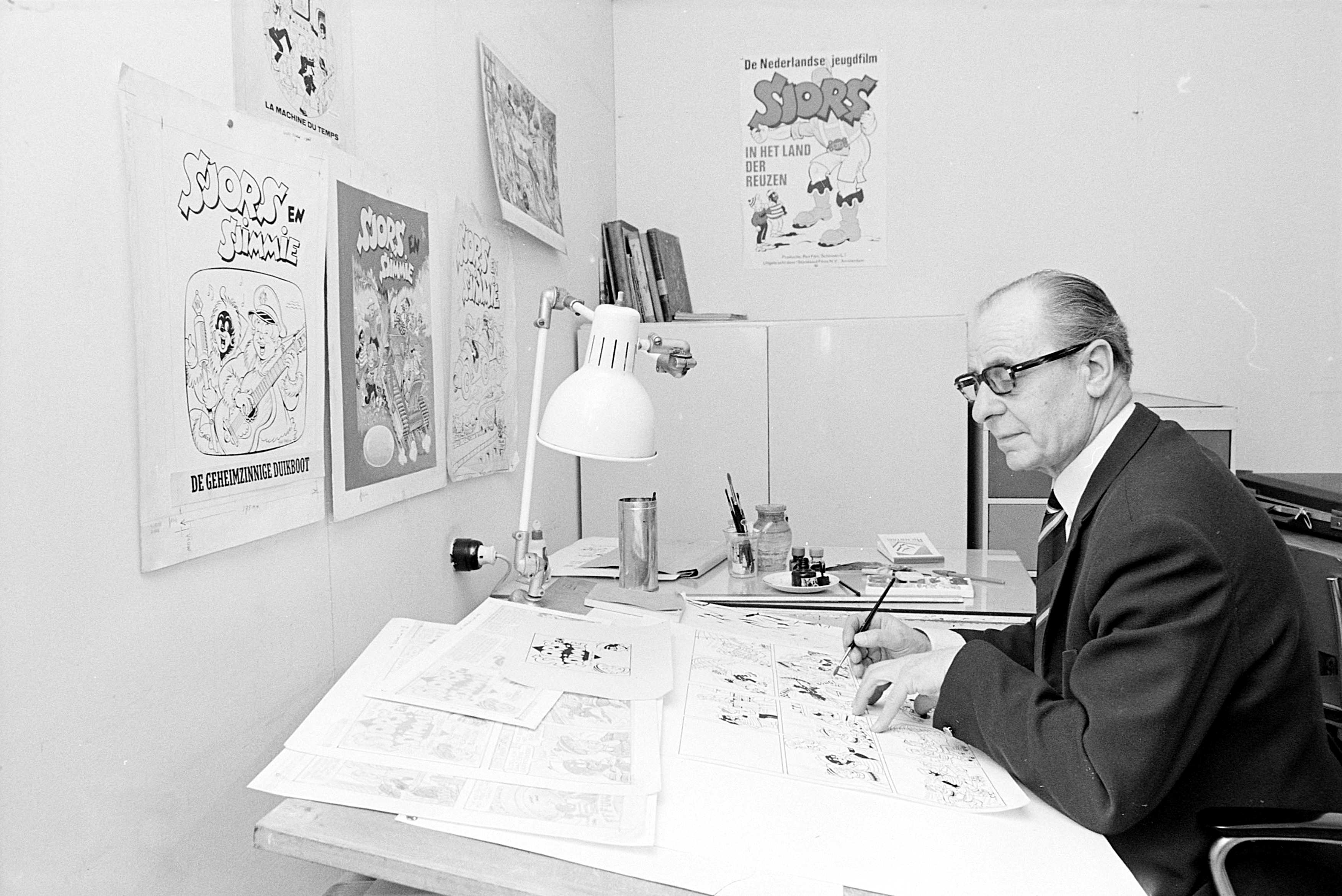
Tekenaar Frans Piët, 1970

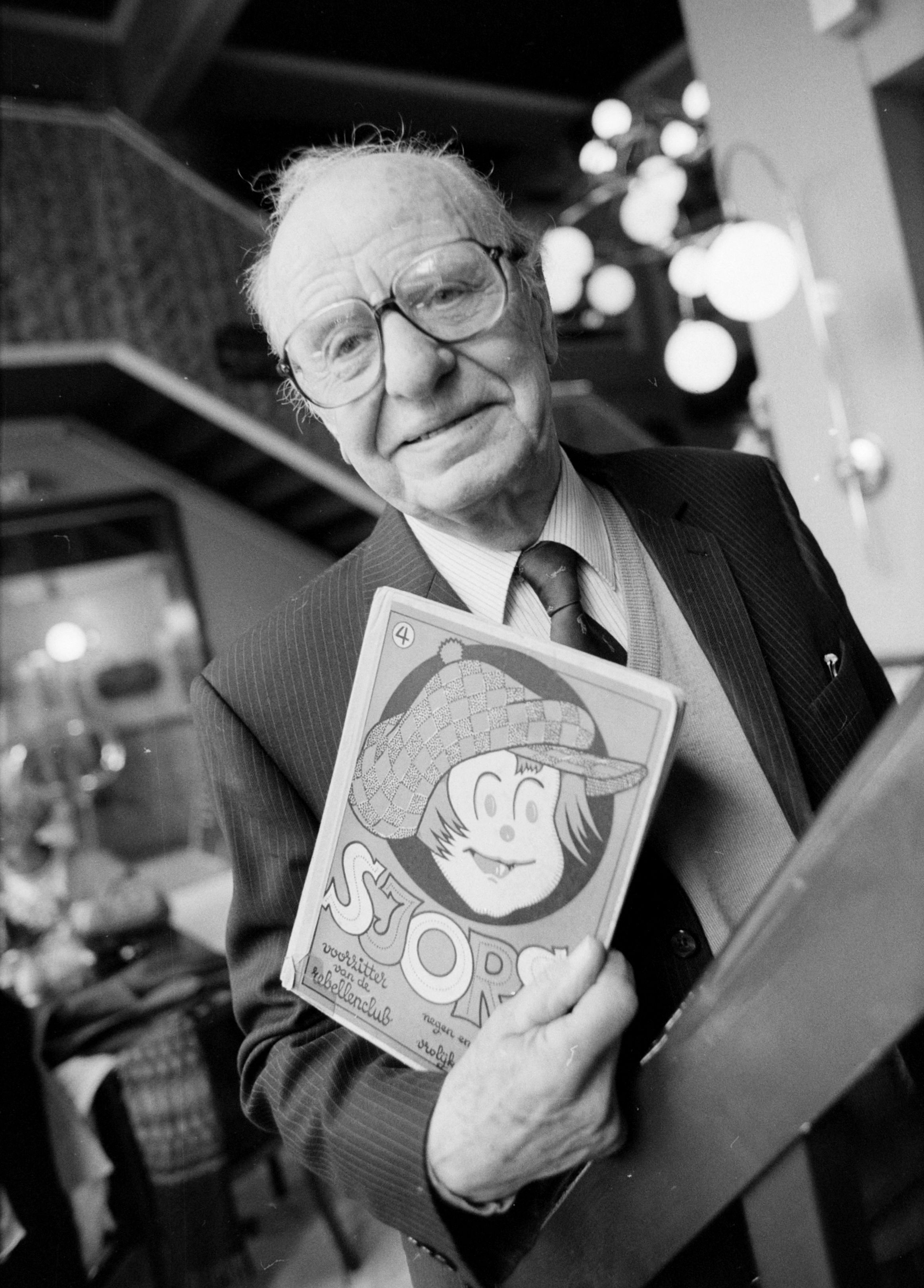
Frans Piët in Haarlem, 1989

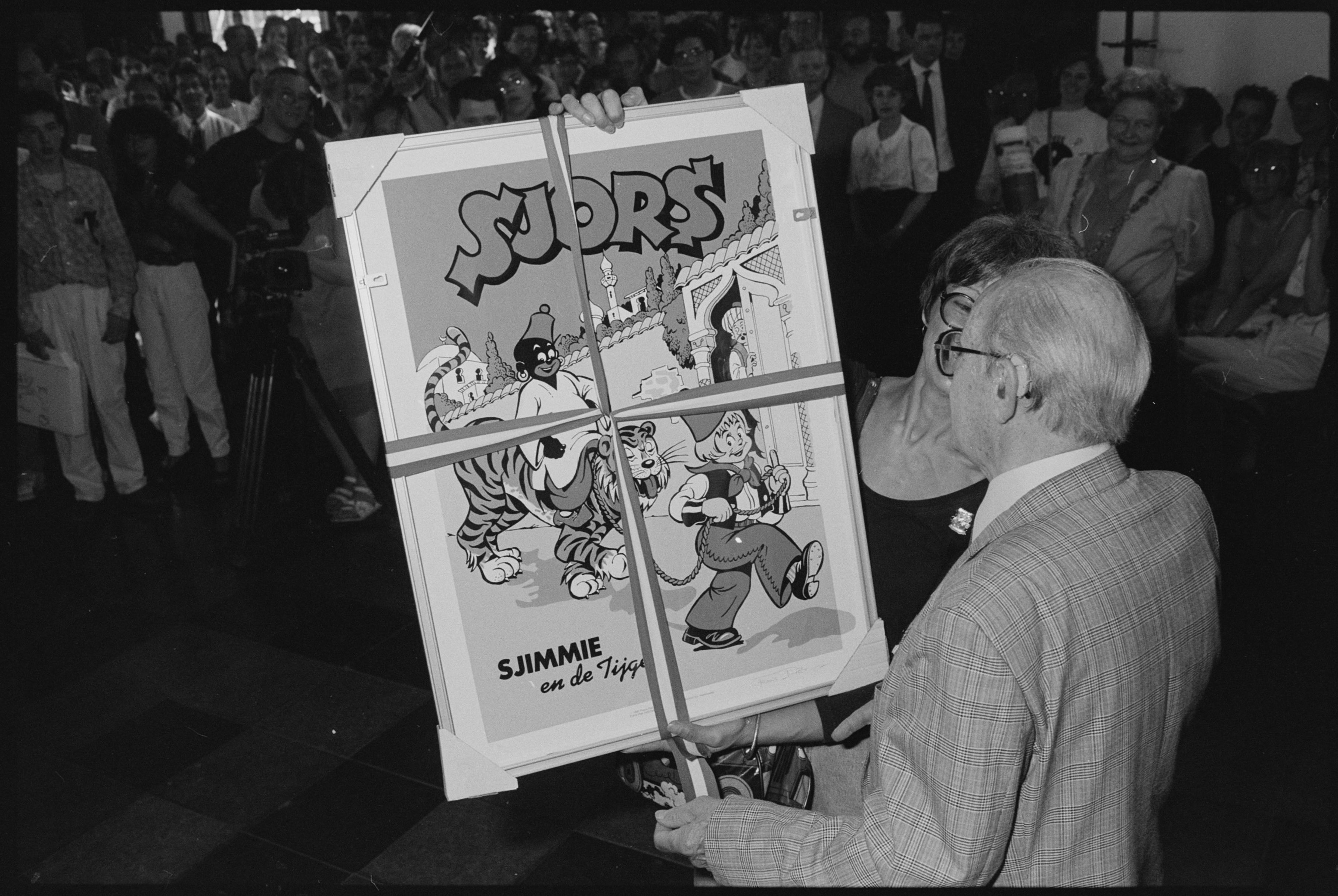
Kado Sjors en Sjimmie en de tijger (1953) bij opening Haarlemse Stripdagen in 1992

Toen de Amerikanen vanaf 1938 meer aandacht kregen voor Winnie, het zusje van Perry, werd er besloten om een Nederlandse versie van de strip te maken. Deze Nederlandse versie werd getekend door Frans Piët. Hij vernederlandste de verhalen door wolkenkrabbers te vervangen door molens en andere bekende Nederlandse taferelen. In 1939 verscheen het eerste verhaal in albumvorm. Maar met de intrede van de Verenigde Staten in de Tweede Wereldoorlog werden in Duitsland en onderhorigheden alle Amerikaanse strips verboden.
Na de oorlog ging Piët het verhaal meer naar zijn hand zetten. Hij liet Sjors na een lange reis in een circus een donker jongetje Sjimmie, toen nog Jimmy, ontmoeten. Zij werden onafscheidelijk. Jimmy werd getekend als een gitzwart jongetje met dikke rode lippen, dat qua intelligentie erg voor Sjors onderdoet, en krom praat in een soort van pidgintaal ("Sjimmie niet weten wat hij doen moeten"). Aanvankelijk had hij kroeshaar, maar omdat de tekenaar dat te bewerkelijk vond, kreeg hij een kaal hoofd met een paar losse haren.
Sjors en Sjimmie richten de Rebellenclub op, en beleven allerlei avonturen, waaronder een geïnspireerd door de leeuw die zijn vroegere weldoener herkent van de hand van de klassiek-Romeinse schrijver Aulus Gellius. De verhalen werden ook in boekvorm gepubliceerd, in grote stripboeken die in afwisselend zwart-wit en kleuren werden gedrukt. Toen het tijdschrift Sjors werd opgericht, werden Sjors en Sjimmie wat braver. In die jaren verschenen ook de klassieke albums Sjors en Sjimmie als journalisten, Sjors en Sjimmie en de Gasbel, Sjors en Sjimmie en de geheimzinnige duikboot en Sjors en Sjimmie en de bromstar.

### Kruis-Steeman-Lodewijk (1969–1975)
Toen het tijdschrift Sjors eind jaren 60 werd gemoderniseerd, ging de striptekenaar Jan Kruis Sjors en Sjimmie maken, en kregen de figuren een meer eigentijds uiterlijk. Hij kreeg hierbij hulp van scenarist Martin Lodewijk In 1970 nam Jan Steeman de strip over, die deze stijl voortzette.

### Wiroja's-Lodewijk-Klein (1975–heden)
Het tijdschrift Eppo ontstond in 1975 na een samenvoeging van het blad Sjors (waar Sjors en Sjimmie al sinds de jaren vijftig van de twintigste eeuw in verschenen) en Pep, beide van dezelfde uitgever. Voor deze gelegenheid werd ervoor gekozen om Sjors en Sjimmie wat te moderniseren. Robert van der Kroft ging de strip tekenen, die voortaan uit humoristische verhalen van een pagina bestond. Adviseur Martin Lodewijk stelde voor om de Rebellenclub weer tot leven te roepen en hen weer kwajongensstreken te laten uithalen. Ze wonen samen met de modebewuste Sally en de oude zeurderige Kolonel. Sally maakt geregeld afspraakjes met de gladde charmeur Alfons. Scenariste Patty Klein schreef het eerste album. Daarna namen Wilbert Plijnaar en Jan van Die het over. In combinatie met Van der Kroft manifesteerde het drietal zich onder het acroniem 'De Wiroja's'.
Sjors & Sjimmie worden in de latere Wiroja-strips iets ouder. Het worden tieners die houden van voetballen, computergames en vooral het, met wisselend succes, achternajagen van meisjes. Ook eten ze in hun vrije tijd graag bij McMickeys. Naast Sally en de Kolonel zijn andere bijpersonen hun schoolmentor meester Bobbelnek en Dikkie, een dikke klasgenoot die alleen maar aan eten en geld kan denken.
Gedurende het Wiroja-tijdperk ontwikkelde Sjors & Sjimmie zich steeds meer als een jongerenstrip die inging op actuele zaken. Zo kwamen modetrends maar ook politieke ontwikkelingen langs. Sjors & Sjimmie is echter nergens bedoeld als opiniestrip. Alle onderwerpen werden zonder duidelijk standpunt gebruikt om grappen mee te maken.
Sjors en Sjimmie wonen in de modernste verhalen bij de Kolonel en Sally. In de verhalen moet vooral de kolonel het ontgelden. Samen met een klasgenoot Dikkie halen Sjors en Sjimmie geregeld kattenkwaad uit. De twee zijn Michael Jackson- en Madonna-fans. In de serie heten ze Michael Claxon en Madomma. Er zijn nog veel meer personages met als namen verbasteringen van die van bekende personen:
- Hans van Lulligenburg
- Emiel Ratelkous
- Jantje Shit
- Yomandel
- John O'Mekker
- Prammela
- Claudia Schever
- Kevin Kotser
- Arnold Zwetsenekker
- Fred Teiltje
- Frank Knoeijen
- UB39
- Linda de Snol
- Hijghuis
- Bakellende
- Nikker Shaw
- Cindy Luipaard

In 1988 werd het blad Eppo omgedoopt tot Sjors en Sjimmie vanwege het succes van de beide striphelden. Het blad bevatte zowel korte als langere Sjors & Sjimmie-strips. Omdat hij een dergelijke grote productie zelf niet aankon, werden deze strips niet door Van der Kroft getekend maar door anonieme medewerkers van een tekenstudio in Spanje. In 1999 ging het blad ter ziele.
In 2000 verscheen vervolgens het laatste album uit de reguliere reeks (en tot en met 2005 een aantal verzamelalbums en heruitgaven). In 2009 werd er wel nieuw leven ingeblazen in het stripblad Eppo, echter zonder Sjors en Sjimmie. In 2016 kwam er geen overeenstemming tussen uitgever Sanoma en de huidige tekenaar Robert van der Kroft om Sjors en Sjimmie opnieuw te publiceren, waardoor er een rechtenkwestie is ontstaan. Desondanks maakten Sjors en Sjimmie in 2019 een comeback in het blad StripGlossy.

## Tekenaars van Sjors en Sjimmie
- Martin Branner
- Frans Piët
- Hans Ducro
- Carol Voges
- Jan Kruis
- Jan Steeman
- Robert van der Kroft

## Wiroja
- Scenario: Wilbert Plijnaar en Jan van Die
- Tekeningen: Robert van der Kroft

## Albums

### Martin Branner
1. 50 vroolijke vertellingen	1936
2. Vijftig nieuwe vrolijke vertellingen	1937

### Frans Piët
1. Negen en tachtig nieuwe vrolijke vertellingen 1939
2. Negen en tachtig nieuwe vrolijke vertellingen 1940
3. Sjors en zijn vrolijke avonturen 1949
4. Sjors van de Rebellenclub, als circusartiest 1950
5. Bij de Indianen 1951
6. Bij de Arabieren	 1952
7. En de tijger 1953
8. Nieuwe avonturen 1954
9. Op weg naar Minasoussa	1955
10. Avonturen in Minasoussa 1956
11. Op vakantie 1957
12. In Wonderland 1958
13. Op zoek naar de Zwarte Ridder 1959
14. De tijdmachine 1960
15. In de rimboe	1961
16. De bibberziekte	1962
17. Bij de baanbrekers	1963
18. Als journalisten	1964
19. Naar de Pintoplaneet	1965
20. De geheimzinnige duikboot	1966
21. Het verdwijnmiddel	1967
22. En de bromstar	1968
23. De gasbel	1969
24. De koekfabriek	1970
25. Als voetballers	1971
26. Sjors voorzitter van de Rebellenclub	1972
27. Sjors als circusartist & Bij de Indianen	1972
28. Bij de Arabieren & En de tijger	1972
29. Op weg naar Minasoussa & Avontuur in Minasoussa (deel 1) 	1974
30. Avontuur in Minasoussa (deel 2) & Op vakantie	1974

### Jan Kruis
1. Raadsels op Schiermeeuwenoog & De ring van Schiermeeuwenoog	1972

### Jan Steeman
1. De boorbazen & De pretvispiloten	1973
2. De verdwijners	1974
3. De zilte zeezeilerij	1975
4. Verhalenboek	1977
5. Verhalenboek	1978
6. Verhalenboek	1979
7. Verhalenboek	1980
8. Verhalenboek	1981
9. Verhalenboek	1982

### Wiroja's
1. En de rebellenclub  1977
2. De brokkenmakers  1978
3. De plaaggeesten  1978
4. De belhamels  1979
5. De doerakken  1980
6. De donderstenen  1981
7. De rausdouwers  1982
8. De flierefluiters  1983
9. De rampestampers  1984
10. De lefgozers  1985
11. Smashhits  1986
12. Bad boys  1987
13. Kassa!  1987
14. Adios!  1988
15. Amigos!  1988
16. In love  1989
17. Snapshots  1989
18. Retour afzender  1989
19. Proefwerk  1990
20. Hot dogs  1990
21. Gevaarlijk spel  1990
22. Voltreffers  1991
23. Records  1991
24. Superkolonel  1991
25. Feest!  1992
26. Bloedbroeders  1992
27. Prins Sjors  1993
28. Paintball  1993
29. Nieuws!  199
30. Raar maar haar  1994
31. Dikke pret!  1995
32. Soap  1995
33. Tattoo!  1995
34. Censuur  1996
35. Dream-team  1996
36. Alarm!  1996
37. Speed!  1997
38. Indoorsurfen  1997
39. Bestseller  1997
40. Skate-gevaar  1998
41. Robot wars  1998
42. Blootbrillen  1999
43. Volle bak  1999
44. Onder invloed  2000
45. Call girl  2000

### Heruitgaven/diversen
- De flierefluiters / De rampestampers	2001
- Van dik hout...	2000
- Schuift het?	2000
- Knalwit	2000
- Uit de hoogte	2000
- Een bord voor de kop	2000
- Vier en negentig vrolijke vertellingen	1986
- Zeven en vijftig vrolijke vertellingen	1988
- 67 vrolijke vertellingen	1990
- Vier en negentig vrolijke vertellingen deel 2	1993
- Kladderaars	2004
- Naar Speel 87 met Sjors en Sjimmie	1987
- Sjors & Sji	1980
- Fuifnummers	1985
- Sally's schoonheidssalon	1988
- Het verzamelalbum	2000
- Geen nieuws goed nieuws?	2003

## Films
De oudste speelfilm over Sjors en Sjimmie is geregisseerd door J.Th.A. van der Wal:
- Sjors van de Rebellenclub met vacantie (1939)

Henk van der Linden regisseerde zeven speelfilms:
- Sjors van de Rebellenclub (1955)
- Sjors en Sjimmie op het Pirateneiland (1962)
- Sjors en Sjimmie en de Gorilla (1966)
- Sjors en Sjimmie in het Land der Reuzen (1968)
- Sjors en Sjimmie en de Toverring (1971)
- Sjors en Sjimmie en de Rebellen (1972)
- Sjors en Sjimmie en het Zwaard van Krijn (1977)

Bart van Gerwen maakte de volgende productie:
- Sjors en Sjimmie - De Kolonel slaat door (2004) – vijf bewerkingen van Sjors en Sjimmie-stripverhalen (zonder toestemming van de rechthebbenden).

Verder liep Theo van Gogh vanaf 1998 met een idee voor een nieuwe film rond, met Paul de Leeuw en Eric van Sauers als titelhelden. Het scenario werd geschreven door Koos Terpstra. Gebrek aan geldschieters en een mogelijk verschil van mening over welk type komedie (gitzwart, of toch wat luchtiger en dus geschikter voor alle leeftijden) het verhaal moest worden, zijn redenen waarom het uiteindelijk niet van de grond is gekomen en het project in 2003 is afgeblazen.

## Cameo's
- Het 25e album van Jan, Jans en de kinderen bevat een verwijzing naar het door Jan Kruis geïntroduceerde eiland, als Jans zegt burgemeester van Schiermeeuwenoog te willen worden. In een van de vroege albums hadden Sjors en Sjimmie een cameo in de gag over de jarige Catootje, en zelf heeft Jan Kruis model gestaan voor psycholoog Jan-Wouter.
- In een van de door Jan Steeman getekende strips haalde Sjimmie de finale van het door Mies Bouwman gepresenteerde programma Een van de acht.
- De Wiroja's hebben, apart en samen, figurantenrolletjes.
- In de gag waarin Sally de gevangenis in moest omdat ze het telefoonboek van een telefooncel doorscheurde figureerde Marius Muller Westernhagen als celgenoot; deze Duitse zanger/acteur speelde destijds de hoofdrol in de film Theo gegen die Rest der Welt die als voorbeeld diende voor het Agent 327-verhaal Dossier De Rest van de Wereld Min Een.
- Sjors, Sjimmie en de Kolonel hadden een cameo in het Urbanusalbum De laatste Hollander.

## Trivia
- In 1997 gaf De Boer-supermarkten borden en mokken van Sjors en Sjimmie uit.
- In 2000 zijn er 4 postzegels van Sjors en Sjimmie uitgegeven.
- De woonplaats van Sjors en Sjimmie is volgens Frans Piët Minasoussa. Jan Kruis heeft dit veranderd naar Schiermeeuwenoog. Zijn opvolgers Steeman en Van der Kroft / Plijnaar / Van Die hebben deze naam overgenomen. Hoewel Schiermeeuwenoog van oudsher een eiland moet voorstellen, hebben Van der Kroft en de zijnen allerlei stadse elementen aan de plaats toegevoegd. Zo is de plaats voorzien van parkeergarages, rijden er bussen en trams en er is zelfs een treinstation Schiermeeuwenoog-Oost.
- Als Robert van der Kroft van buiten een huis met een dak tekent, laat hij gemakshalve de eerste verdieping weg.
- Het kenteken van de Jeep van de Kolonel is THX-1138. In het album "De Plaaggeesten" (nr. 3) echter, heeft de wagen het kenteken EMI-2566 (pagina 29).
- In de strips werd sluikreclame gemaakt voor punk-, newwave- en dergelijke bands. Zo droeg Sally al in 1977 een speldje met de van de Ramones bekende kreet "Gabba Gabba Hey" en kon in 1981 een concertposter van het toen nog onbekende U2 worden aangetroffen.
- In een gag uit 1982 zong Sjors een Engelstalige versie van Denk toch altijd met liefd' aan je moeder, het vermeende martelnummer uit de Agent 327-verhalen. De Kolonel had watjes in zijn oren en deed alsof hij het prachtig vond.
- Volgens een nieuwjaarskaart van Franka-tekenaar Henk Kuijpers uit 1993 draaide er in de Groterdamse Plaza-bioscoop een George & Jimmy-film.
- De gag waarin Sjors en Sjimmie vragen of de slager varkenspoten heeft werd in 1992 hergebruikt voor een lang verhaal.
- De gag uit 1985 waarin de Kolonel denkt dat een Marokkaanse man in een restaurant zijn diner opeet werd in 2019 als voorbeeld gebruikt voor de eerste aflevering van het MAX-programma Wat een verhaal.